# Szabadelektron-modell
A szilárdtestfizikában a szabadelektron-modell egy egyszerű modell a fémes szilárdtestek kristályos szerkezetében a vezetési sáv működésének leírására. Eredetileg  Arnold Sommerfeld fejlesztette ki ezt az elméletet, kombinálva a klasszikus Drude-modellt a kvantummechanika Fermi–Dirac-statisztikájával, ezért Drude–Sommerfeld-modellnek is hívják.

## Alkalmazásai
A szabadelektron üresrács-közelítés elmélete alapozza meg az energiasávok modelljét, amely közel-szabadelektron modellként is ismert. Egyszerűségéből adódóan sikeresen magyaráz meg különféle kísérleti jelenségeket, mint például:
- a Wiedemann–Franz-törvény, mely az elektromos vezetőképességre és a termikus vezetőképességre vonatkozik,
- a hőkapacitás hőmérsékletfüggése,
- az elektronikus állapotsűrűség formái,
- energiaértékek tartománya,
- elektromos vezetőképesség,
- fémek termikus elektronemissziója.

## Elképzelések és feltételezések
Ahogy a Drude-modellnél feltételezik, a vezetési elektronok teljesen le vannak csatolva az ionoktól (elektrongázt formálva). Mint egy ideális gázban, az elektron-elektron kölcsönhatást teljesen elhanyagolják. A fémeknél az elektrosztatikus mezők gyengék az árnyékoló hatás miatt. A kristályrácsot nem veszik explicit módon számításba. A kvantummechanikai igazolást a Bloch-tétel adja: egy nem kötött elektron periodikus potenciálban mozog, mint egy szabad elektron vákuumban, azzal a különbséggel, hogy m tömegét egy m* effektív tömeggel kell helyettesíteni, amely jelentősen eltérhet m-től. Még negatív effektív tömeg is alkalmazható az elektronlyukak általi vezetés leírására.
Az effektív tömeg a sávszerkezet számításaiból vezethető le.
Míg a statikus rács nem akadályozza az elektron mozgását, az elektronok szóródni képesek a szennyezések és a fononok miatt; e két kölcsönhatás határozza meg az elektromos és termikus vezetőképességet (a szupravezetés egy még jobban kidolgozott elméletet igényel, mint a szabadelektron-modell).
A Pauli-elv szerint minden egyes fázistérelem, (Δk)³(Δx)³ csak két elektront tartalmazhat (spinkvantumszámonként egyet). A rendelkezésre álló elektronállapotoknak ezt a megkötését a Fermi–Dirac-statisztika veszi figyelembe (lásd még Fermi-gáz). A szabadelektron-modell legfőbb jóslatai a Fermi–Dirac-elmélet Sommerfeld-kiterjesztéséből származtathatók, a Fermi-szintnek megfelelő energiáknál.

## A szabad elektron energiája és hullámfüggvénye

Haladó síkhullám

Egy szabad részecske potenciálja {\displaystyle V(\mathbf {r} )=0}. A Schrödinger-egyenlet az ilyen részecskére, mint a szabad elektronra:

{\displaystyle -{\frac {\hbar ^{2}}{2m}}\nabla ^{2}\Psi (\mathbf {r} ,t)=i\hbar {\frac {\partial }{\partial t}}\Psi (\mathbf {r} ,t)}
A hullámfüggvény {\displaystyle \Psi (\mathbf {r} ,t)}  szeparálható egy időfüggő és egy időfüggetlen egyenlet megoldásainak szorzatára. Az időfüggő egyenlet:
{\displaystyle \Psi (\mathbf {r} ,t)=\psi (\mathbf {r} )e^{-i\omega t}}
{\displaystyle E=\hbar \omega }
energiával Az időfüggetlen egyenlet:
{\displaystyle \psi _{\mathbf {k} }(\mathbf {r} )={\frac {1}{\sqrt {\Omega _{r}}}}e^{i\mathbf {k} \cdot \mathbf {r} }}
{\displaystyle \mathbf {k} } hullámszámvektorral. {\displaystyle \Omega _{r}} annak a térnek a térfogata, ahol az elektron található. Az elektron kinetikus energiája:
{\displaystyle E={\frac {\hbar ^{2}k^{2}}{2m}}}
A Schrödinger-egyenlet síkhullámmegoldása:
{\displaystyle \Psi (\mathbf {r} ,t)={\frac {1}{\sqrt {\Omega _{r}}}}e^{i\mathbf {k} \cdot \mathbf {r} -i\omega t}}
A sziládtestfizikában és a kondenzált anyagok fizikájában a legfontosabb a {\displaystyle \psi _{\mathbf {k} }(\mathbf {r} )} időfüggetlen megoldás. Ez az elektronikus sávszerkezet-modellek kiindulópontja, amelyet széles körben alkalmaznak a szilárdtestfizikában a modellek Hamilton-függvényének felépítésekor, mint például a közelszabad-elektron modellnél és a szoroskötés-modellnél, valamint más modelleknél, amelyek muffin-tin  közelítést használnak.
Ezen Hamilton-függvények sajátfüggvényei Bloch-állapotok, modulált síkhullámok.

## Haladó síkhullámú megoldás
Az időfüggetlen stacionárius hullám és az időfüggő oszcillátor szorzata:
{\displaystyle \Psi (\mathbf {r} ,t)=\psi (\mathbf {r} )e^{-i\omega t}}
megadja a haladóhullám-megoldást
{\displaystyle \Psi (\mathbf {r} ,t)={\frac {1}{\sqrt {\Omega _{r}}}}e^{i\mathbf {k} \cdot \mathbf {r} -i\omega t}}
mely a végleges megoldás a szabadelektron-hullámfunkcióra.

Síkhullámok